# Fantastic Mr Fox
Fantastický pan Lišák je dětská kniha britského spisovatele Roalda Dahla. Kniha byla vydána v roce 1970 s ilustracemi Donalda Chaffina nakladatelstvím George Allen & Unwin ve Velké Británii a nakladatelstvím Alfred A. Knopf v USA. První brožovaná kniha z edice Puffin britského nakladatelství Penguin Books, poprvé vydaná v roce 1974, zahrnovala ilustrace Jill Bennett. Pozdější vydání obsahují ilustrace Tonyho Rosse (1988) a Quentina Blakea (1996). V češtině byla poprvé vydána v roce 2009 v překladu Jitky Herynkové. Příběh vypráví o panu Lišákovi a o tom, jak přelstí své sousedy farmáře, když jim ukradne jídlo přímo pod nosem. V roce 2009 byla kniha adaptována do stop motion animovaného filmu Wese Andersona.

## Adaptace

### Filmová adaptace
Kniha byla adaptována do stop motion animovaného filmu režiséra Wese Andersona. Do kin byl uveden v roce 2009 a namluvili ho George Clooney jako pan Lišák, Meryl Streepová jako paní Lišáková, Bill Murray jako jezevec, Robert Hurlstone jako Boggis, Hugo Guinness jako Bunce a Michael Gambon jako Bean. Děj filmu se více zaměřuje na vztah pana Lišáka s paní Lišákovou a synem, který je postaven proti touze pana Lišáka krást kuřata – způsobu, kterým se vrací ke svým zvířecím kořenům. Film přidává scény před útokem pana Lišáka na tři farmáře a po jejich buldozerovém útoku na kopec, stejně jako mírně pozměněný konec a více pozadí minulého života pana Lišáka jako zloděje jídla. Čtyři děti Liškových jsou nahrazeny Ashem, malým a nejistým lišákem, který usiluje o otcovo uznání, a synovcem paní Liškové Kristoffersonem, který vyniká v atletice a představuje pro Ashe zdroj žárlivosti.